# Ikamiut
Ikamiut (zastarale Iqamiit) je osada v kraji Qeqertalik v západním Grónsku, nacházející se na mysu malého ostrova v Aasiaatském souostroví na jižním pobřeží zálivu Disko. V roce 2017 tu žilo 66 obyvatel.

## Doprava
Air Greenland slouží obci jako součást vládní zakázky, s vrtulníky létajícími z heliportu Ikamiut na letiště Aasiaat a heliport Qasigiannguit. Heliporty v osadách kolem zálivu Disko jedinečné v tom, že jsou v provozu pouze během zimy a na jaře.
V létě a na podzim, když jsou vody v zálivu Disko sjízdné, komunikace mezi osadami je pouze po moři. Osady jsou obsluhovány lodní společností Diskoline, která trajektově spojuje Ikamiut s Qasigiannguitem, Aasiaatem, a Akunnaaqem.

## Vzdálenost od některých grónských sídel
- Akunnaaq – 23 km
- Qasigiannguit – 32 km
- Aasiaat – 42 km
- Ilimanaq – 57 km
- Ilulissat – 71 km
- Oqaatsut – 85 km
- Qeqertarsuaq – 96 km
- Sisimiut – 203 km
- Uummannaq – 227 km
- Maniitsoq – 361 km
- Upernavik – 487 km
- Nuuk – 495 km
- Tasiilaq – 696 km
- Paamiut – 744 km
- Narsaq – 900 km
- Qaqortoq – 921 km
- Nanortalik – 994 km
- Narsarmijit – 1 018 km
- Qaanaaq – 1 122 km
- Ittoqqortoormiit – 1 166 km
- Etah – 1 238 km
- Daneborg – 1 261 km
- Nord – 1 689 km

## Počet obyvatel
Počet obyvatel Ikamiutu je stabilní v posledních dvou desetiletích, největší propad zaznamenal z roku 2000 na rok 2003 (ze 110 na 80 obyvatel), v posledních letech pozvolně stoupá. Podle předchozích poznatků se mohla tato osada stát za mnoho let jednou z nejobydlenějších osad v Grónsku, v roce 2012 však začal počet obyvatel prudce klesat na současných 66 obyvatel.